# سپینود
سپینود از ملکه های ایران باستان است و به روایت شاهنامه فردوسی، سپینود دختر شنگل (شاه هندوستان)  بود که بهرام گور، شاهنشاه ساسانی، در سفر به هند دلبسته او شد و با وی ازدواج نمود.
| چو خرم بهاری سپینود نام |  | همه شرم و ناز و همه رای و کام |
| بدو داد شنگل سپینود را  |  | چو سرو سهی شمع بی دود را      |

## ازدواجبرزویبا سپینود دختر شنگل
بهرام گور پس از رسیدن به هندوستان خود را برزوی(بهرام گور) معرفی می‌کند شنگل برای به کشتن دادن برزوی او را به جنگ کرگدن و اژدها می‌فرستد اما همواره برزوی پیروز می‌شود. پس از کشتن کرگدن و اژدها توسط برزوی شنگل با دلی غمناک با بزرگان و لشکریانش مشورت می‌کند و می‌گوید با هر ترفندی این مرد را آزمودم، تا او را به‌کشتن دهم اما نتوانستم. این مرد اگر به ایران برود ما را نابود می‌کند آیا پنهانی او را بکشیم؟ شما چه چاره‌ای دارید؟ اطرافیان او را از کشتن برزوی نهی می‌کنند، می‌گویند این کار بدنامی به بار می‌آورد و با کشتن او نیز ایران به ما یورش خواهد آورد. او ما را از چنگ اژدها و کرگدن نجات داد، باید مردانگی پیشه کنیم. فردای آن روز شنگل فرستادهٔ نزد برزوی می‌فرستد و و برزوی را نزد خود می‌خواند. به او می‌گوید به همسری تو دخترم را می‌دهم به شرط آنکه نزد من بمانی، در این صورت فرمانده سپاه من خواهی بود و در هندوستان جایگاه بزرگی خواهی داشت. برزوی می‌پذیرد و شنگل سه دختر خود را می‌طلبد برزوی یکی را برمی‌گزیند که نامش سپینود بود. سپینود بنا به شاهنامه فردوسی مانند بهاری خرم با ناز بود. سپینود با بهرام مانند مَی در ظرف بلورین روشن بود.
معنای سپینود، ترکیبی از «سپید» به معنای پاک و روشن یا سپیده صبح و «نود» که پسوند فارسی به معنای فرزند و بن و نهاد است.
معنای ترکیب: پاک نهاد
معنی دوم: ایرانیان باستان اعتقاد داشتند که در بهشت برف می‌بارد، به دانه‌های برف بهشتی سپینود می‌گفتند.